# Akocak
Akocak (kurd. Heleyîs) ist ein Dorf im Landkreis Yüksekova in der türkischen Provinz Hakkâri. Akocak liegt auf 2050 m über dem Meeresspiegel, ca. 20 km nordwestlich von Yüksekova. Im Jahre 2009 hatte Akocak  800 Einwohner in ca. 100 Haushalten.
Der ursprüngliche Name lautete Heleis.
Akocak verfügt über eine Grundschule. Die Namen der Weiler (mezra), die zu Akocak gehören lauten Olukbaşı (Hirçkûs), Köşk (Koçkê) und Sülük (Sulk). Akocak und Umgebung sind Schauplatz bewaffneter Auseinandersetzungen zwischen türkischen Sicherheitskräften und der PKK. Auch werden Kinder durch das Spielen mit Blindgängern verletzt.